# Сафиуллин, Рашит Талгатович
Раши́т Талга́тович Сафиу́ллин (23 февраля 1949, Бугульма, Бугульминский район, Татарская АССР, СССР — 12 февраля 2024, Свияжск, Зеленодольский район, Республика Татарстан, Российская Федерация) — советский и российский художник, график, плакатист, декоратор. Член Союза художников СССР (1977).

## Биография
Родился 23 февраля 1949 года в городе Бугульме Татарской АССР. В 1968 году окончил Казанское художественное училище имени Н. И. Фешина. В 1972—1976 годах учился в Центральной экспериментальной студии Союза художников СССР. Жил и работал в Казани и Москве.
Скончался 12 февраля 2024 года в возрасте 74 лет в Свияжске, где проживал в поледнее время.

## Творчество

##### Работы в кино и театре
- Художник-декоратор спектаклей:

«Гамлет» У. Шекспира (1977, Театр Ленинского Комсомола, режиссёр А. Тарковский);
«С любимыми не расставайтесь» А. Володина (1980, Казанский ТЮЗ);
«Сон в летнюю ночь» У. Шекспира (1982, ТЮЗ, Казань);
«Олеко» Рахманинова (1983, Оперный театр, Казань);
«Любовь, джаз и чёрт» (1984, Киров) и др.
- Художник-декоратор фильмов:

«Сталкер» (Мосфильм, 1979, режиссёр А. Тарковский);
«13-й апостол» (Арменфильм, 1987, режиссёр Сурен Бабаян).
- Художник-постановщик фильма «Время жатвы» (2004, режиссёр М. Разбежкина) и мультфильмов:

«Царевна-Лягушка»;
«Гармонист» (киностудия Аниматек, режиссёр С. Быченко, 2003).
- Автор эскизов к кинофильму «Сон» (киностудия Арменфильм, 1980, режиссёр А. Агаронян).

##### Проекты
Художественное оформление и дизайн выставок:
«Женщины Кавказа» (Москва, 2004, 2006);
юбилейных выставок, посвящённых творчеству режиссёра А. Тарковского (Москва, 2002, 2004; Потсдам, 2002;  Ивердон,  Швейцария 2013).

##### Выставки
- 2003: К открытию  Музея Булгакова  «Нехорошая квартира»;
- Персональные выставки:

2005: Центральный дом художника;
2005: Литературный музей;
2010: Дом кино, Москва.
Рашит Сафиуллин — автор дизайна интерьеров и прилегающих музейных зон мемориального ансамбля в селе Тукай-Кырлай (1974—1975), Музея-квартиры А. И. Герцена в Москве (1975), Дома-музея А. С. Пушкина на Арбате в Москве в составе проектной группы (1976) и др.
Им созданы серии произведений в станковой живописи: «Воскресение», «Старая лодка», «Двери» (1987—1999), «Свияжский апокалипсис» (2001), графическая серия «Дневная звезда» (1987—1990).
Сафиуллин также известен как автор иллюстраций книг «По щучьему веленью» (1978), «Где рождается сказка» Н. Нефедова (1979), «Ночная сказка» Д. Дарзаманова (1980), «Овод» Э. Войнич (1981), «Дикобраз и корабль» В. Баширова (Казань: Таткнигоиздат, 1982).
Работы художника находятся в Музее изобразительных искусств Татарстана, Свияжском музее, частных коллекциях в России, Великобритании, Германии, Швеции, Швейцарии, Японии, США.